# Maxime Collignon

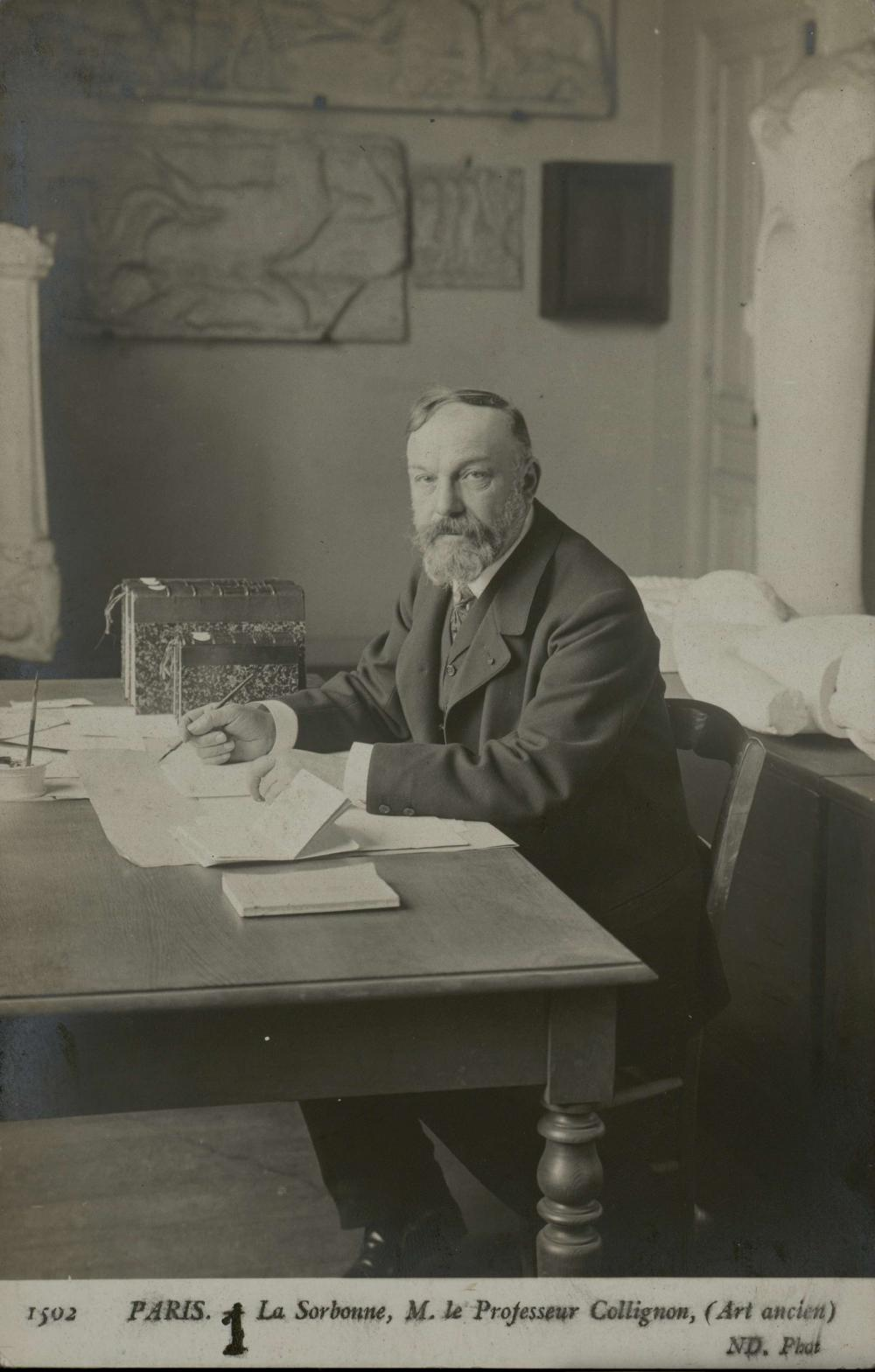
Collignon in den 1900er-Jahren an seinem Arbeitsplatz an der Sorbonne

Léon-Maxime Collignon (* 9. November 1849 in Verdun; † 15. Oktober 1917 in Paris) war ein französischer Klassischer Archäologe. Er gilt als einer der Begründer der wissenschaftlichen Archäologie in Frankreich.
Maxime Collignon studierte nach dem Baccalauréat in Paris ab 1868 an der École normale supérieure, wo die Gräzisten Georges Perrot und Jules Girard seine wichtigsten Lehrer wurden. 1872 legte er die Agrégation (Staatsexamen) ab, 1878 folgte die Promotion. Von 1873 bis 1876 war er Mitglied der École française d’Athènes, während einer Zeit in der Albert Dumont das Institut reformierte. In dieser Zeit verfasste Collignon den Catalogue des vases peints du Musée de la Société archaéologique d’Athènes, der als innovative Arbeit galt und zu den grundlegenden Werken der archéologie figurée (Archäologie der Bildkunst) gehört.
Das innovativ-reformatorische Engagement setzte er nach der Rückkehr nach Frankreich auch außerhalb der Archäologie fort, als er sich für eine Reform der höheren Bildung in Frankreich engagierte. 1867 wurde er Dozent, nicht zuletzt aufgrund seines reformatorischen Engagements, 1879 Professor für griechische und lateinische Altertümer an der Universität Bordeaux. 1883 ging er als Lehrstuhlvertreter seines Lehrers Georges Perrot an die Sorbonne nach Paris. 1892 wurde er dort außerplanmäßiger, 1900 ordentlicher Professor. Collignon reformierte die Lehre, die dadurch das Niveau der vergleichbaren Seminare an deutschen Universitäten erreichte. Mit einem Handbuch zur griechischen Archäologie sowie Übersichtswerken zur griechischen Archäologie und zur Ikonografie der antiken Mythologie gab er seinen Studenten wichtige Hilfsmittel an die Hand. In seiner Untersuchung zur griechischen Keramik schlug er neue methodische Wege ein. Ein weiteres Buch widmete sich der Geschichte der griechischen Skulptur und verband dabei Geschichte, Archäologie und Kunstgeschichte. Durch die von ihn geförderten Schüler in Archäologie und Kunstgeschichte wurde Collignon zum Begründer einer akademischen Schule.
1894 wurde er zum ordentlichen Mitglied der Académie des inscriptions et belles-lettres und zum korrespondierenden Mitglied der Göttinger Akademie der Wissenschaften gewählt. Seit 1896 war er korrespondierendes Mitglied der Russischen Akademie der Wissenschaften.